# Ронко-Бріантіно
Ронко-Бріантіно (італ. Ronco Briantino) — муніципалітет в Італії, у регіоні Ломбардія,  провінція Монца і Бріанца.
Ронко-Бріантіно розташоване на відстані близько 490 км на північний захід від Рима, 28 км на північний схід від Мілана, 14 км на північний схід від Монци.
Населення — 3444 особи (2014).
Щорічний фестиваль відбувається другої неділі жовтня. Покровитель — Madonna del Rosario.

## Демографія
Населення за роками:

Станом на 1 січня 2023 року в муніципалітеті офіційно проживало 219 іноземців з 30 країн, серед них 87 громадян країн Євросоюзу та 3 громадяни України.

## Сусідні муніципалітети
- Бернареджо
- Карнате
- Мерате
- Ознаго
- Робб'яте
- Вердеріо